# Nzakara-Dolch
Der Nzakara-Dolch ist ein afrikanischer Dolch. Afrikanische Dolche wurden in verschiedenen Ländern und von verschiedenen Ethnien Afrikas als Kriegs-, Jagd-, Kultur- und Standeswaffe entwickelt und genutzt. Die jeweilige Bezeichnung der Waffe bezieht sich auf eine Ausprägung dieses Waffentyps, die einer bestimmten Ethnie zugeordnet wird.

## Beschreibung
Der Nzakara-Dolch hat eine gerade, zweischneidige Klinge. Die Klinge hat einen durchgehenden Mittelgrat. Die Klinge wird vom Heft bis zur Mitte hin schmaler. Von der Mitte bis zum Ort wird sie breiter und läuft spitz zu. Das Parier, Heft und Knauf sind bei dem beschriebenen Exemplar aus Elfenbein. Der Knauf ist eiförmig gearbeitet. Auf dem Parier sind rechts und links des Hefts dekorative Linien eingeschnitten. Das Nzankara-Schwert wird von der Ethnie der Nzankara, Kuba und Bandia benutzt.